# Theridion trahax
Theridion trahax är en spindelart som beskrevs av John Blackwall 1866. Theridion trahax ingår i släktet Theridion och familjen klotspindlar. Inga underarter finns listade i Catalogue of Life.